# St. Michael (Beuern)

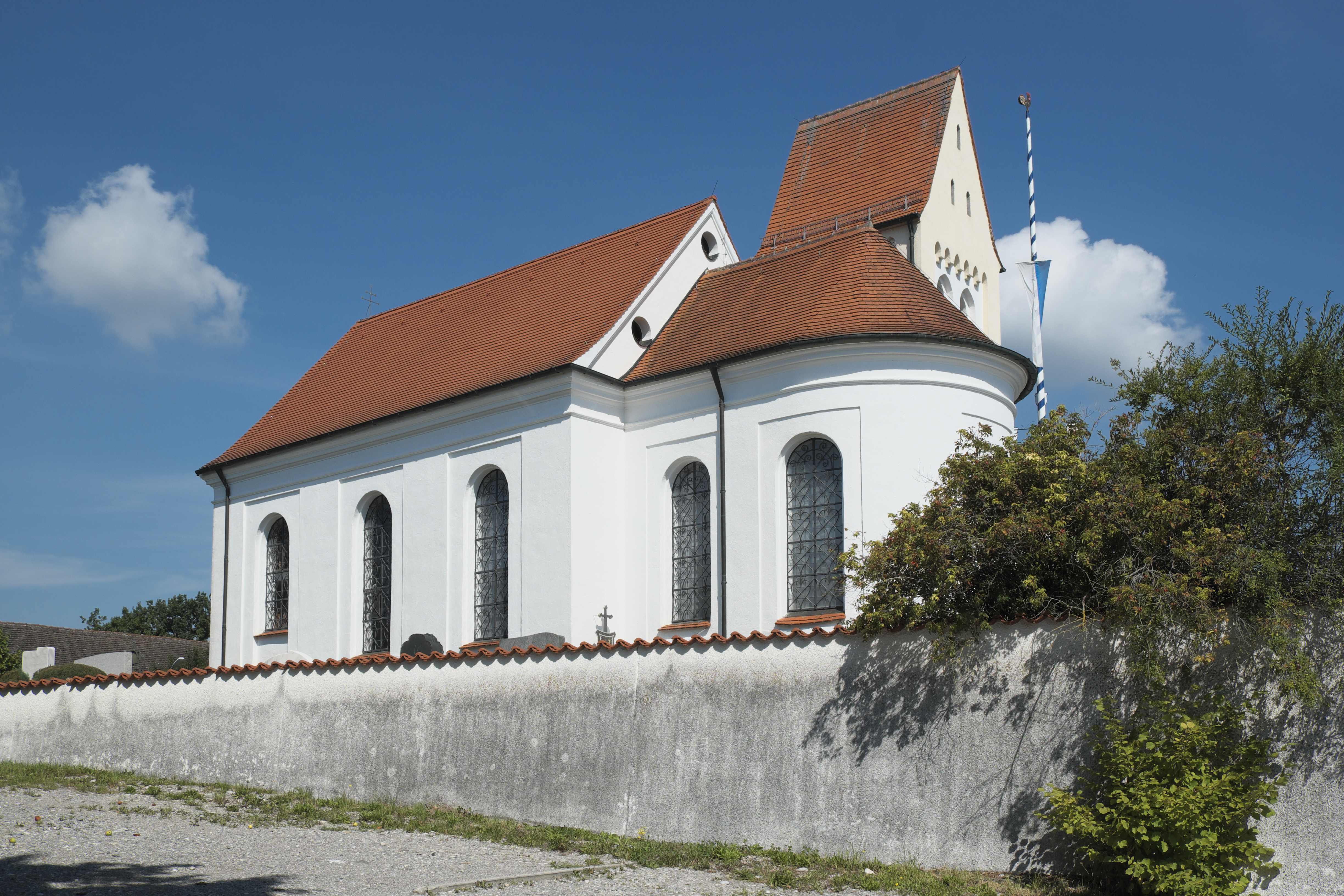
St. Michael in Beuern

Die römisch-katholische Filialkirche St. Michael steht in Beuern, einem Gemeindeteil von Greifenberg im oberbayerischen Landkreis Landsberg am Lech. Das denkmalgeschützte Bauwerk ist in der Liste der Baudenkmäler in Greifenberg unter der Nr. D-1-81-123-10 eingetragen. Die Kirche gehört zum Dekanat Landsberg des Bistums Augsburg.

## Beschreibung

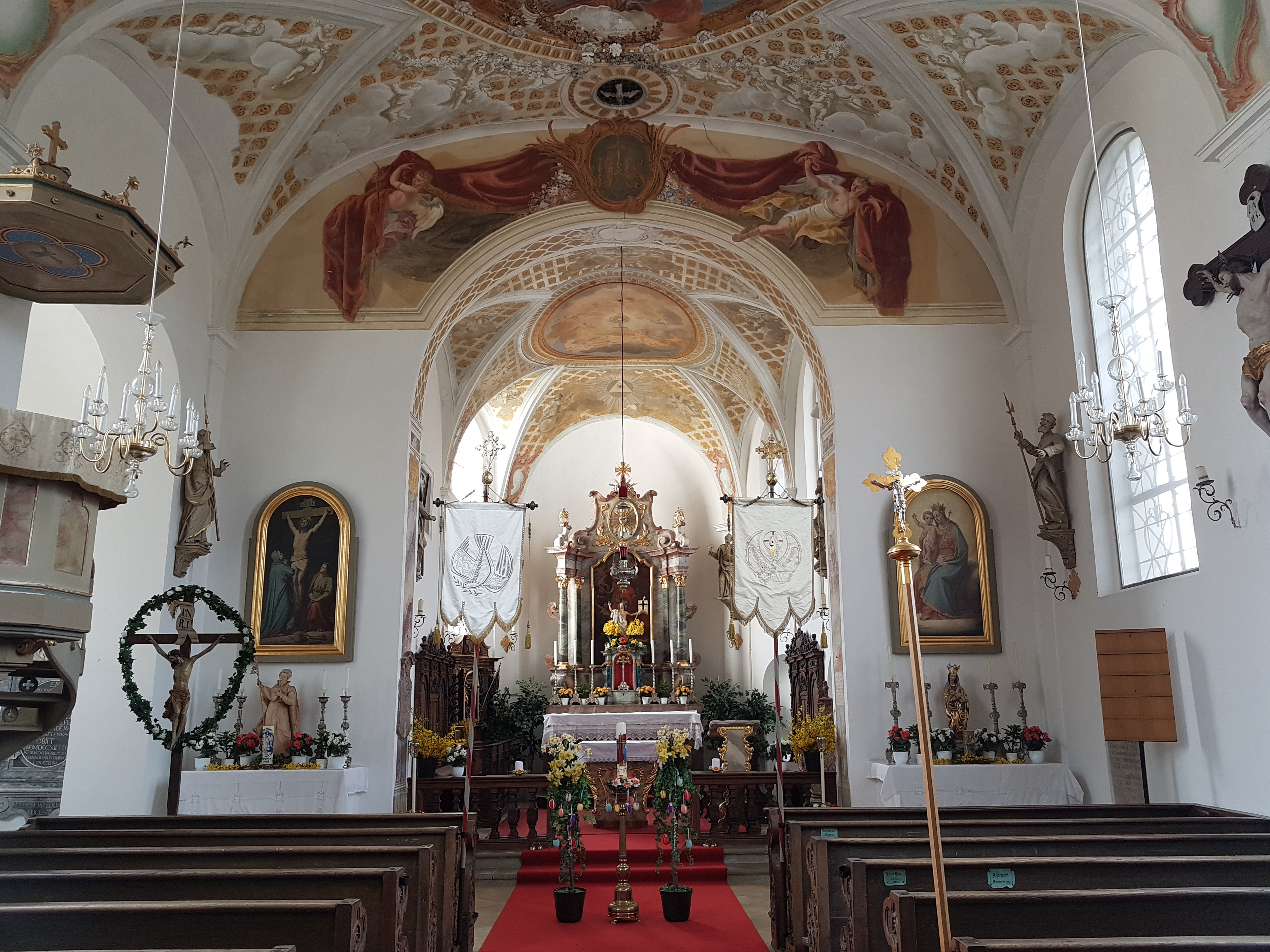
St. Michael, Innenansicht mit Blick zum Chor

Die Saalkirche wurde 1745 im Auftrag des Klosters Wessobrunn erbaut. Sie besteht aus einem Langhaus und einem eingezogenen, halbrund geschlossenen Chor im Südosten, die nach einem Entwurf von Joseph Schmuzer gebaut wurden. Der Chorflankenturm an der Nordostwand des Chors ist im Kern in der zweiten Hälfte des 15. Jahrhunderts entstanden. Er wurde aufgestockt, um die Turmuhr und den Glockenstuhl unterzubringen. 
Der Innenraum des Langhauses ist mit einem flachen Tonnengewölbe überspannt. Von Johann Adam Schöpf stammt ein Fresko von 1759, auf dem der Höllensturz dargestellt ist. Im Chor befinden sich Skulpturen vom heiligen Sebastian und von Florian von Lorch, die um 1730 Johann Luidl gestaltet hat. Die Plastiken der Apostel werden Ignaz Hillenbrand zugeschrieben. Unter der Kirche befindet sich eine Gruft der Familie Perfall. Die pneumatische Orgel auf der Empore wurde 1906 von Willibald Siemann erbaut.